# بيت السوس (يهر)

تعديل مصدري - تعديل

بيت السوس هي إحدى قرى عزلة يهر بمديرية يهر التابعة لمحافظة لحج، بلغ تعداد سكانها 86 نسمة حسب تعداد اليمن لعام 2004.